# Zêzere
El riu Zêzere (en portugués, IPA: ['zezɨɾɨ]) és un riu de Portugal, afluent del Tajo. Neix a la Serra da Estrela, prop de la Torre, el punt més alt del Portugal continental. El seu curs s'inicia en direcció sud vers la ciutat de Manteigas, passant pel sud de la ciutat de Covilhã. S'uneix al Tajo a Constância.